# Abudefduf saxatilis
Abudefduf saxatilis ist eine Riffbarschart, die sowohl an der amerikanischen Atlantikküste zwischen Rhode Island (USA) und Uruguay, als auch nahe der westafrikanischen Atlantikküste von den Kapverdischen Inseln südlich bis Angola vorkommt. Besonders häufig ist die Art in den Korallenriffen der Karibik.
Zusammen mit zwei weiteren Riffbarscharten wurde Abudefduf saxatilis schon 1758 durch den schwedischen Naturforscher Carl von Linné, dem Begründer der binären Nomenklatur, in der zehnten Auflage seines Werks Systema Naturae beschrieben, damals unter dem Namen Chaetodon saxatilis.

## Merkmale
Abudefduf saxatilis ist hochrückig und seitlich abgeflacht. Die meisten Exemplare der Art werden 15 cm lang, die größte gemessene Länge liegt bei 22,9 cm, das Maximalgewicht bei 200 g. Die Körperlänge beträgt das 1,6 bis 2,0fache der Körperhöhe. Junge Abudefduf saxatilis und die Weibchen sind auf der Rückenseite grünlich, die Körperseiten und der Bauch sind weißlich. Fünf auffällige, senkrechte, schwarze Streifen, die zum Bauch hin schmaler werden, mustern den Fisch. Ein sechster, nicht immer vorhandener Streifen, kann auf dem hinteren Ende des Schwanzflossenstiels zu sehen sein. Ein schwarzer Punkt liegt auf der Brustflossenbasis. Ältere Männchen bekommen eine dunkelblaue Färbung und die Streifenzeichnung ist weniger deutlich sichtbar. Wegen der Streifenzeichnung werden die Fische in englischsprachigen Ländern Sergeant Major genannt, da sie an die Rangabzeichen der Unteroffiziere erinnert. In Anlehnung an die englische Bezeichnung wird im Deutschen auch der Name „Gestreifter Sergeant“ verwendet.
- Flossenformel: Dorsale XIII/12–13; Anale II/10–12, Pectorale 16–20.
- Schuppenformel: SL 19–23.
- Kiemenrechen: 23–31.

## Verbreitung
Das Verbreitungsgebiet von Abudefduf saxatilis ist auf den Atlantik beschränkt. Im Westatlantik kommt er vom 41. nördlichen Breitengrad vor der Küste Kanadas über Rhode Island in den USA bis Brasilien und Uruguay vor. In der Karibik ist er in allen Riffen, beispielsweise dem Barriereriff vor der Küste Belizes, häufig vertreten.
Abudefduf saxatilis ist auch rund um die Inseln innerhalb des Atlantiks zu finden, beispielsweise Fernando de Noronha vor der Küste Brasiliens oder Madeira sowie die Kapverdischen Inseln vor der Küste Westafrikas. An der westafrikanischen Küste erstreckt sich das Verbreitungsgebiet weit südlich bis Angola. Im Mittelmeer, wo die Fischart erst vor wenigen Jahrzehnten zugewandert ist, reicht das Verbreitungsgebiet mittlerweile nach Osten bis an die Küste der Levante.
Im Indopazifik wird Abudefduf saxatilis durch die nah verwandte Art Abudefduf vaigiensis vertreten, der früher oft als Unterart von Abudefduf saxatilis betrachtet wurde. Durch diese frühere Definition findet man oft auch die Küsten Ostafrikas sowie Madagaskar, die Seychellen oder die Inseln Mauritius und Réunion als Heimat von Abudefduf saxatilis in der Literatur. Der Indische Ozean und das Rote Meer gehören jedoch zum Verbreitungsgebiet von Abudefduf vaigiensis.

## Lebensweise
Abudefduf saxatilis lebt riffgebunden in küstennahen Fels- oder Korallenriffen, nahe der Oberfläche bis in Tiefen von 20 Metern. Er ernährt sich von Algen, Kleinkrebsen, kleinen Fischen und Larven verschiedener Wirbelloser. Dazu bildet er wie die Doktorfische meist große Fressschwärme von mehreren hundert Individuen.
Ein bekannter Ektoparasit dieses Riffbarsches ist Holobomolochus glyphisodontis aus der Familie der Ruderfußkrebse.